# Asclepias graminifolia
Asclepias graminifolia är en oleanderväxtart som först beskrevs av Hiram Wild, och fick sitt nu gällande namn av Goyder. Asclepias graminifolia ingår i släktet sidenörter, och familjen oleanderväxter. Inga underarter finns listade i Catalogue of Life.